# Liana Mesa
Liana Mesa Luaces (Camagüey, 26 de dezembro de 1977) é uma jogadora de voleibol de Cuba que competiu nos Jogos Olímpicos de 2004 e 2008.
Em 2004, ela fez parte da equipe cubana que conquistou a medalha de bronze no torneio olímpico, no qual atuou em oito partidas. Quatro anos depois, ela jogou em oito confrontos e finalizou na quarta colocação no campeonato olímpico de 2008.